# 長生の森公園野球場
長生の森公園野球場（ちょうせいのもりこうえんやきゅうじょう）は、千葉県茂原市の長生の森公園内にある野球場である。

## 歴史
2002年、千葉県立長生の森公園内に開場。
2009年に千葉ロッテマリーンズの二軍公式戦（イースタン・リーグ）が開催され、その後は開催が途絶えていたが、2017年に8年ぶりに開催（雨天中止）。その後も2018年（雨天中止）、2019年、2023年と開催されている。
また、2011年より全国高等学校野球選手権千葉大会会場として使用されているほか、千葉県大学野球リーグの会場にもなっている。

## 施設概要
- 敷地面積： 13,010m2
- 両翼：98m、中堅：122m
- 内野：クレー系舗装、外野：天然芝
- 収容人員：9,000人（内野＝ベンチ席・コンクリート席 3,100人、外野＝芝生席 5,900人）
- スコアボード：磁気反転式
- 照明設備：なし

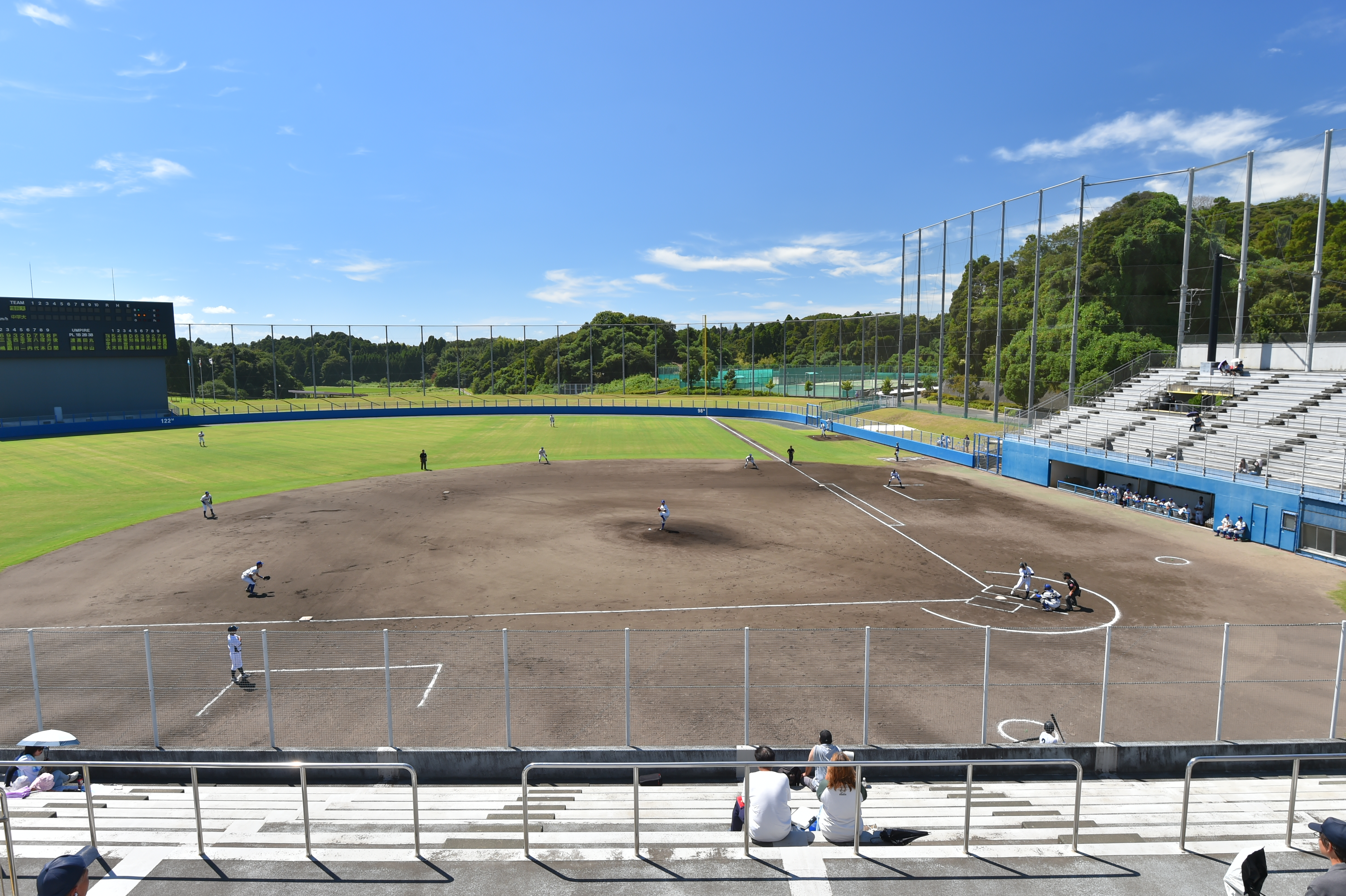
内野グラウンド
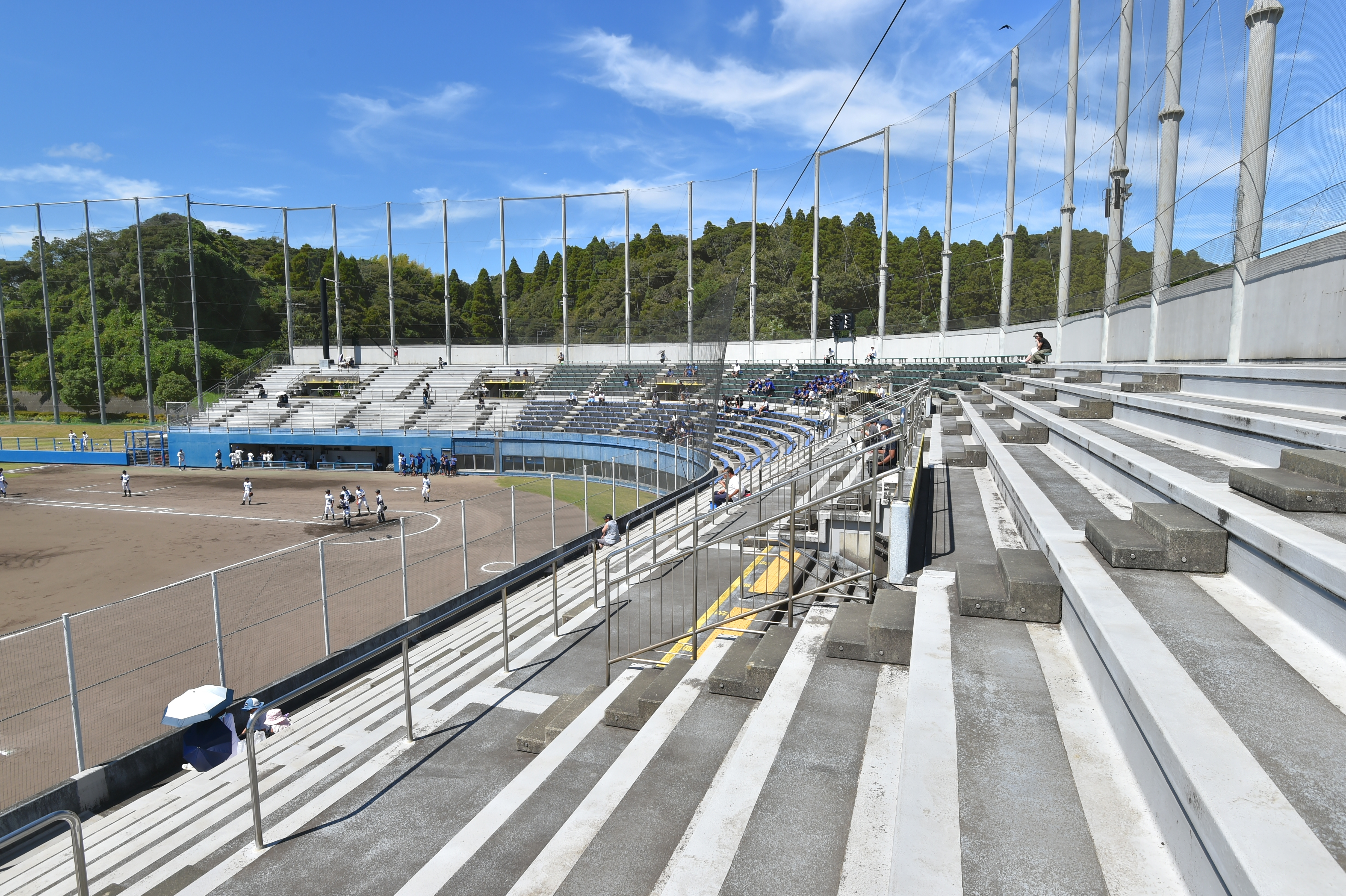
内野スタンド席
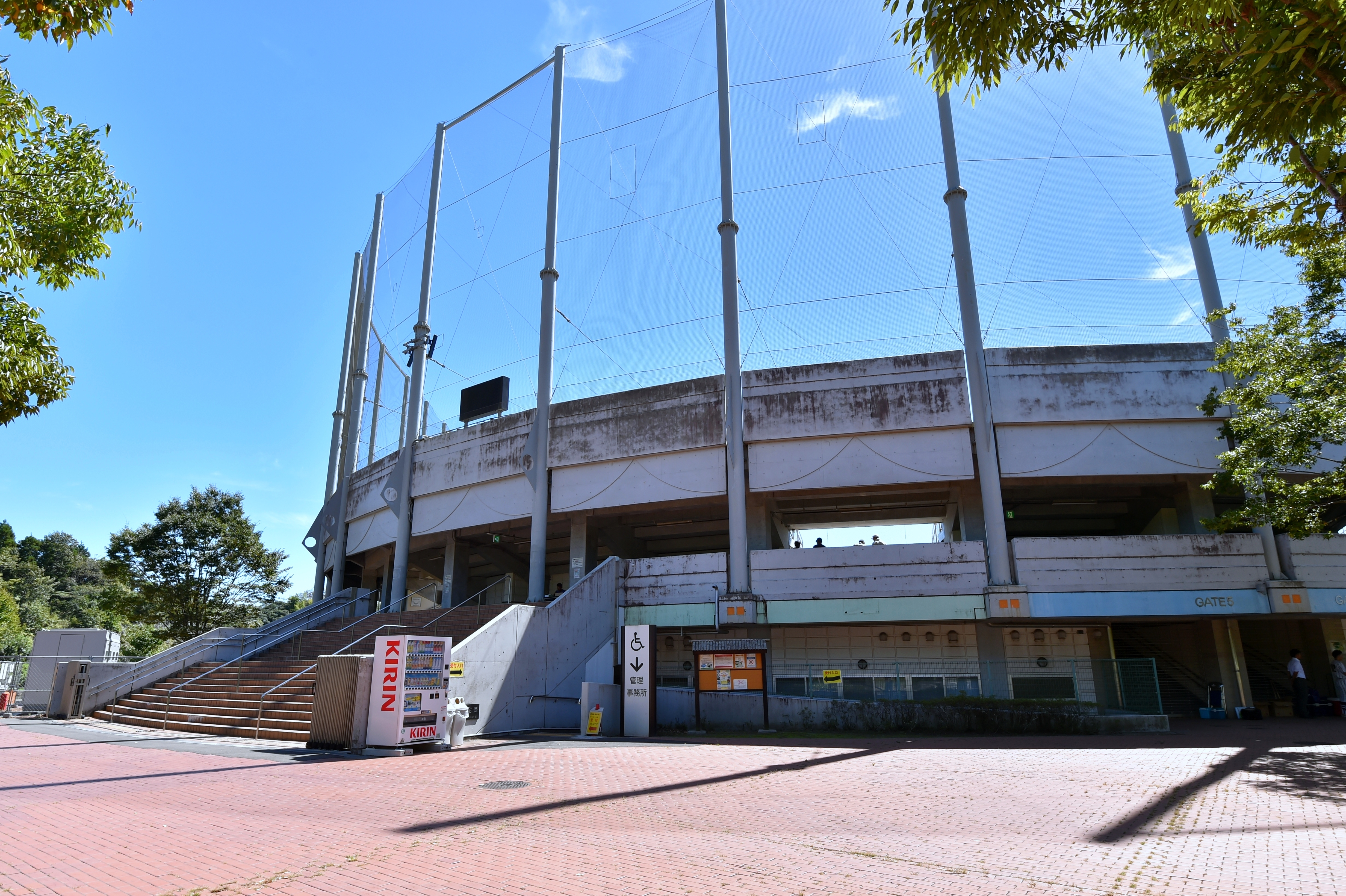
内野スタンド入口

## 交通
- JR茂原駅から小湊バス 「緑ヶ丘リゾーン」行・「和楽の郷」行・「労災病院」行・「長柄中下」行・「ロングウッドステーション」行、「郡界橋」停留所下車。徒歩約10分。